# Liste d'ambassadeurs de Finlande en Amérique du Sud
Cet article donne une liste des représentants diplomatiques finlandais en Amérique du Sud. La liste comprend tous les représentants historiques par pays de destination.

## Représentations actuelles de la Finlande en  Amérique du Sud

### Buenos Aires (Argentine)
| Relations diplomatiques établies | Relations diplomatiques établies | Relations diplomatiques établies |
| 1923                             | 1923                             | 1923                             |
| Année                            | Représentant ,                   | Poste                            |
| -------------------------------- | -------------------------------- | -------------------------------- |
| Georg Achates Gripenberg         | 1929–1933                        | envoyé                           |
| Eino Wälikangas                  | 1934–1937                        | envoyé                           |
| Niilo Orasmaa                    | 1937–1945                        | envoyé                           |
| Ernst Soravuo                    | 1947–1952                        | envoyé                           |
| Leo Tuominen                     | 1952–1955                        | envoyé                           |
| Heikki Leppo                     | 1955–1957                        | envoyé                           |
| Heikki Leppo                     | 1957–1961                        | ambassadeur                      |
| Soini Palasto                    | 1961–1966                        | ambassadeur                      |
| Alexander Thesleff               | 1966–1974                        | ambassadeur                      |
| Paavo Kaarlehto                  | 1974–1975                        | ambassadeur                      |
| Klaus Castrén                    | 1975–1983                        | ambassadeur                      |
| Esko Rajakoski                   | 1983–1987                        | ambassadeur                      |
| Matti Häkkänen                   | 1987–1988                        | ambassadeur                      |
| Pertti Kärkkäinen                | 1988–1993                        | ambassadeur                      |
| Pekka J. Korvenheimo             | 1993–1996                        | ambassadeur                      |
| Erkki Kivimäki                   | 1996–2001                        | ambassadeur                      |
| Risto Veltheim                   | 2001–2005                        | ambassadeur                      |
| Ritva Jolkkonen                  | 2005–2008                        | ambassadeur                      |
| Jukka Pietikäinen                | 2008–2012                        | ambassadeur                      |
| Jukka Siukosaari                 | 2012–2016                        | ambassadeur                      |
| Teemu Turunen                    | 2016–2019                        | ambassadeur                      |
| Kirsi Vanamo-Santacruz           | 2019-en poste                    | ambassadeur                      |

### Bogota (Colombie)
Depuis 1992, les relations de la Finlande avec la Colombie sont gérées par l'ambassadeur de Caracas et depuis 2017, la nouvelle ambassade de la Finlande a été en opération  avant celle de l'ambassadeur de Lima.
| Relations diplomatiques établies  | Relations diplomatiques établies | Relations diplomatiques établies |
| 26 mars 1954                      | 26 mars 1954                     | 26 mars 1954                     |
| Année                             | Représentant ,                   | Poste                            |
| --------------------------------- | -------------------------------- | -------------------------------- |
| Johan Nykopp (Washington D.C.)    | 1954–1958                        | envoyé                           |
| Richard Seppälä (Washington D.C.) | 1958–1962                        | envoyé                           |
| Richard Seppälä (Washington D.C.) | 1962–1964                        | ambassadeur                      |
| Heikki Hannikainen (Lima)         | 1964–1967                        | ambassadeur                      |
| Torsten Tikanvaara (Lima)         | 1967–1976                        | ambassadeur                      |
| Klaus Snellman (Lima)             | 1976–1980                        | ambassadeur                      |
| Seppo Pietinen (Lima)             | 1980–1982                        | ambassadeur                      |
| Erkki Pajari                      | 1982–1985                        | ambassadeur                      |
| Lasse Oka                         | 1985–1988                        | ambassadeur                      |
| Risto Rekola                      | 1989–1992                        | ambassadeur                      |
| Jarmo Kuuttila                    | 2017-en poste                    | ambassadeur                      |

### Brasília (Brésil)
| Relations diplomatiques établies                     | Relations diplomatiques établies | Relations diplomatiques établies |
| 8 avril 1929                                         | 8 avril 1929                     | 8 avril 1929                     |
| Représentant                                         | Année                            | Poste                            |
| ---------------------------------------------------- | -------------------------------- | -------------------------------- |
| G. A. Gripenberg (Buenos Aires)                      | 1929–1933                        | envoyé                           |
| Eino Wälikangas (Buenos Aires)                       | 1934–1937                        | envoyé                           |
| Eino Wälikangas (Buenos Aires)                       | 1937–1945                        | envoyé                           |
| Niilo Orasmaa (Rio de Janeiro)                       | 1946–1950                        | envoyé                           |
| Oskar Vahervuori (Rio de Janeiro)                    | 1950–1956                        | envoyé                           |
| Martti Ingman (Rio de Janeiro)                       | 1956–1958                        | envoyé                           |
| Martti Ingman (Rio de Janeiro, depuis 1960 Brasília) | 1958–1963                        | ambassadeur                      |
| Toivo Heikkilä                                       | 1963–1964                        | ambassadeur                      |
| Heikki Leppo                                         | 1964–1974                        | ambassadeur                      |
| Åke Frey                                             | 1974–1975                        | ambassadeur                      |
| Martti Lintulahti                                    | 1975–1982                        | ambassadeur                      |
| Pekka Korvenheimo                                    | 1982–1987                        | ambassadeur                      |
| Risto Kauppi                                         | 1987–1991                        | ambassadeur                      |
| Juhani Muhonen                                       | 1991–1993                        | ambassadeur                      |
| Pertti Harvola                                       | 1993–1997                        | ambassadeur                      |
| Asko Numminen                                        | 1998–2002                        | ambassadeur                      |
| Hannu Uusi-Videnoja                                  | 2002–2007                        | ambassadeur                      |
| Ilpo Manninen                                        | 2007–2010                        | ambassadeur                      |
| Jari Luoto                                           | 2010–2014                        | ambassadeur                      |
| Markku Virri                                         | 2014–2018                        | ambassadeur                      |
| Jouko Leinonen                                       | 2018-en poste                    | ambassadeur                      |

### Lima (Pérou)
| Relations diplomatiques établies       | Relations diplomatiques établies | Relations diplomatiques établies |
| 29 mars 1963                           | 29 mars 1963                     | 29 mars 1963                     |
| Représentant                           | Année                            | Poste                            |
| -------------------------------------- | -------------------------------- | -------------------------------- |
| Heikki Hannikainen                     | 1964–1967                        | ambassadeur                      |
| Torsten Tikanvaara                     | 1967–1976                        | ambassadeur                      |
| Klaus Snellman                         | 1976–1980                        | ambassadeur                      |
| Seppo Pietinen                         | 1980–1983                        | ambassadeur                      |
| Riitta Örö                             | 1983–1986                        | ambassadeur                      |
| Esko Lipponen                          | 1986–1991                        | ambassadeur                      |
| Pertti A. O. Kärkkäinen (Buenos Aires) | 1991–1993                        | ambassadeur                      |
| Pekka J. Korvenheimo (Buenos Aires)    | 1993                             | ambassadeur                      |
| Maija Lähteenmäki (Santiago de Chile)  | 1993–1995                        | ambassadeur                      |
| Risto Kauppi (Santiago de Chile)       | 1995–1998                        | ambassadeur                      |
| Mikko Pyhälä                           | 1998–2002                        | ambassadeur                      |
| Kimmo Pulkkinen                        | 2002–2007                        | ambassadeur                      |
| Pekka Orpana                           | 2007–2011                        | ambassadeur                      |
| Juha Virtanen                          | 2011–2015                        | ambassadeur                      |
| Mika Koskinen                          | 2015–2019                        | ambassadeur                      |
| Jukka Pietikäinen                      | 2019-en poste                    | ambassadeur                      |

### Santiago (Chili)
| Relations diplomatiques établies  | Relations diplomatiques établies | Relations diplomatiques établies |
| 29 mars 1963                      | 29 mars 1963                     | 29 mars 1963                     |
| Représentant,                     | Année                            | Poste                            |
| --------------------------------- | -------------------------------- | -------------------------------- |
| G. A. Gripenberg (Buenos Aires)   | 1931–1933                        | envoyé                           |
| Eino Wälikangas (Buenos Aires)    | 1934–1937                        | envoyé                           |
| Niilo Orasmaa (Buenos Aires)      | 1937–1945                        | envoyé                           |
| E. O. Soravuo (Buenos Aires)      | 1948–1952                        | envoyé                           |
| Leo Tuominen (Buenos Aires)       | 1952–1955                        | envoyé                           |
| Heikki Leppo (Buenos Aires)       | 1955–1961                        | envoyé                           |
| Soini Palasto (Buenos Aires)      | 1961–1965                        | envoyé                           |
| Soini Palasto (Buenos Aires)      | 1965–1966                        | ambassadeur                      |
| Alexander Thesleff (Buenos Aires) | 1966–1974                        | ambassadeur                      |
| Paavo Kaarlehto (Buenos Aires)    | 1974–1975                        | ambassadeur                      |
| Klaus Castrén (Buenos Aires)      | 1976–1983                        | ambassadeur                      |
| Esko Rajakoski (Buenos Aires)     | 1983–1987                        | ambassadeur                      |
| Matti Häkkänen (Buenos Aires)     | 1987–1988                        | ambassadeur                      |
| Pertti Kärkkäinen (Buenos Aires)  | 1988–1991                        | ambassadeur                      |
| Maija Lähteenmäki                 | 1991–1995                        | ambassadeur                      |
| Risto Kauppi                      | 1995–2000                        | ambassadeur                      |
| Veijo Sampovaara                  | 2000–2003                        | ambassadeur                      |
| Pekka J. Korvenheimo              | 2003–2006                        | ambassadeur                      |
| Iivo Salmi                        | 2006–2010                        | ambassadeur                      |
| Ilkka Heiskanen                   | 2010–2015                        | ambassadeur                      |
| Mika-Markus Leinonen              | 2015–2018                        | ambassadeur                      |
| Eija Rotinen,                     | 2018-en poste                    | ambassadeur                      |

## Représentations fermées

### Caracas (Venezuela)
L'ambassade de Caracas a été fermée en 2011.
| Relations diplomatiques établies  | Relations diplomatiques établies | Relations diplomatiques établies |
| 31 mars 1954                      | 31 mars 1954                     | 31 mars 1954                     |
| Année,                            | Représentant,                    | Poste                            |
| --------------------------------- | -------------------------------- | -------------------------------- |
| Johan Nykopp (Washington D.C.)    | 1954–1958                        | envoyé                           |
| Richard Seppälä (Washington D.C.) | 1958–1964                        | envoyé                           |
| Heikki Hannikainen (Lima)         | 1964–1967                        | ambassadeur                      |
| Torsten Tikanvaara (Lima)         | 1967–1976                        | ambassadeur                      |
| Klaus Snellman (Lima)             | 1976–1980                        | ambassadeur                      |
| Erkki Kivimäki                    | 1980–1985                        | ambassadeur                      |
| Pertti Ripatti                    | 1985–1989                        | ambassadeur                      |
| Esko Rajakoski                    | 1989–1994                        | ambassadeur                      |
| Teppo Takala                      | 1994–1998                        | ambassadeur                      |
| Iivo Salmi                        | 1998–2002                        | ambassadeur                      |
| Ora Meres-Wuori                   | 2002–2006                        | ambassadeur                      |
| Mikko Pyhälä                      | 2006–2011                        | ambassadeur                      |